# Paul Leroy
Paul Leroy (n. 27 decembrie 1860, Paris, Île-de-France, Franța – d. 15 iunie 1942, Paris, Île-de-France, Franța) a fost un pictor francez, medaliat olimpic. A participat la o ediție a Jocurilor Olimpice (1920) în care a câștigat două medalii de argint și o medalie de bronz.